# 響ノ空
「響ノ空」（ひびきのそら）は、吉岡亜衣加の6枚目のシングル。2011年2月23日にティームエンタテインメントから発売された。

## 概要
表題曲「響ノ空」とカップリング曲「はじまりの詩」は、DS用ゲーム『薄桜鬼 随想録 DS』のオープニングテーマとエンディングテーマとして使用された。

## 収録曲
1. 響ノ空
作詞：磯谷佳江、作曲：小野貴光、編曲：戸田章世
  - DS用ゲーム『薄桜鬼 随想録 DS』オープニングテーマ
2. はじまりの詩
作詞：上園彩結音、作曲：上野義雄、編曲：安瀬聖
  - DS用ゲーム『薄桜鬼 随想録 DS』エンディングテーマ
3. 響ノ空（instrumental）
4. はじまりの詩（instrumental）

## 収録アルバム
| 曲名         | 収録アルバム | 発売日        | 備考                  |
| ------------ | ------------ | ------------- | --------------------- |
| 響ノ空       | 『時の彩り』 | 2011年7月13日 | 3rdオリジナルアルバム |
| はじまりの詩 | 『時の彩り』 | 2011年7月13日 | 3rdオリジナルアルバム |